# Exposición Internacional del Norte de Francia (1911)

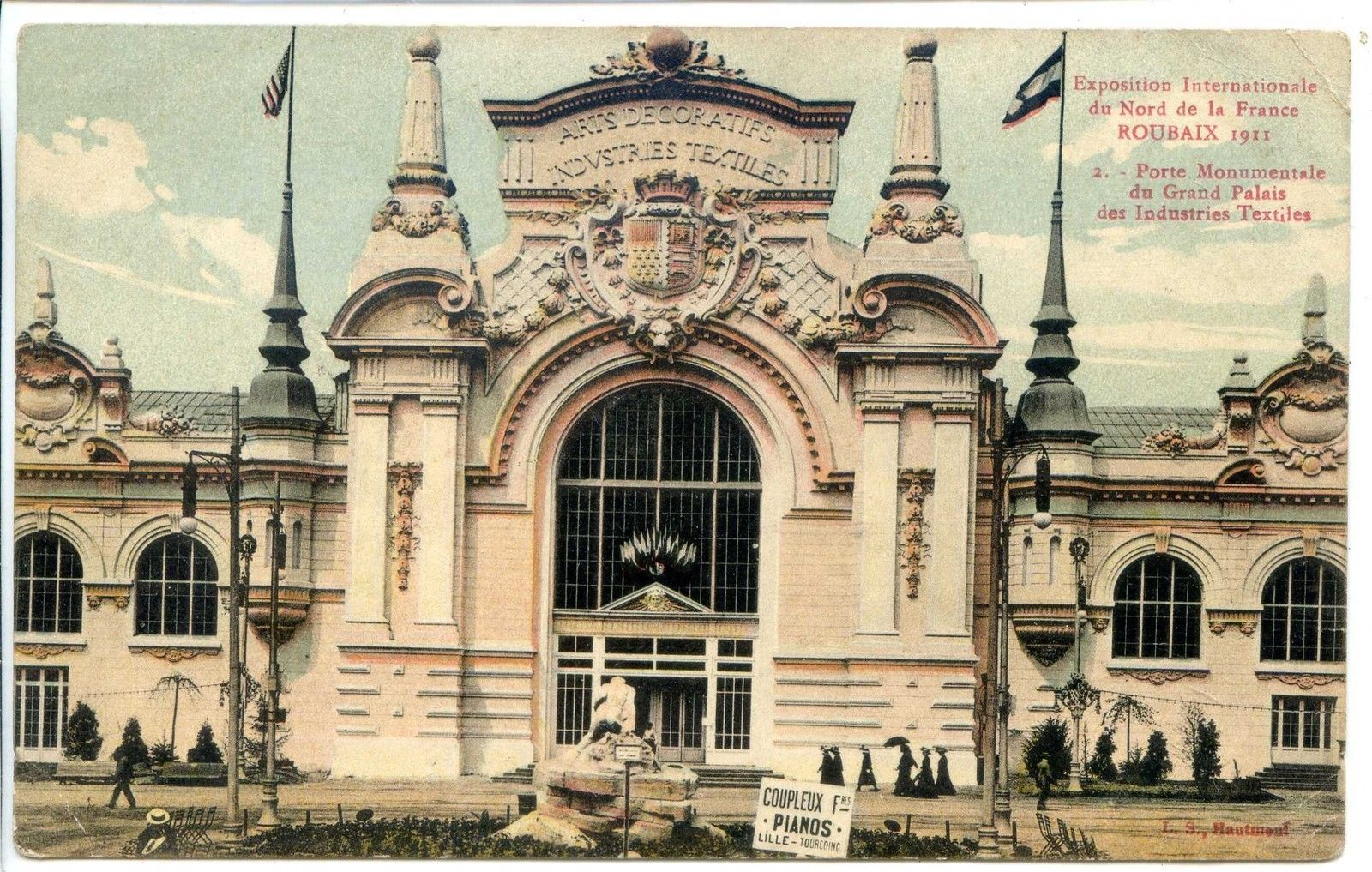
Palacio de Industrias Textiles en la exposición de 1911.

La Exposición Internacional del Norte de Francia fue una exposición celebrada en Roubaix del 30 de abril al 6 de noviembre de 1911.

## Historia

### Preparación
Dos años antes de la exposición, el consejo municipal de Roubaix, dirigido por Eugène Motte, decidió el 19 de marzo de 1909, la participación del municipio en un evento internacional. Éste, que tendría lugar en el parque Barbieux y sus terrenos colindantes, debía demostrar la supremacía mundial de la ciudad de Roubaix en el campo de los textiles y debía demostrar que "capital" y "trabajo" podían coexistir. Se quería que la exposición fuera regional, esto es, que fuera más allá de una industria específica y que presentase el saber hacer de toda una región, sin excluir a las regiones extranjeras cercanas. Esta voluntad dará el nombre a la exposición, que debía ser el de toda una región.
Antes de llegar a esto, primero fue necesario convencerse de la utilidad de tal evento una vez realizados otros del mismo tipo en Lille, Arras, Tourcoing, Lieja, Londres, y otros simultáneos en Turín y Charleroi.
La cámara de comercio de Roubaix aprobó la exposición el mismo día que el consejo municipal.
Al no contar con el apoyo oficial del Presidente de la República Armand Fallières, es Jean Cruppi, Ministro de Comercio e Industria, quien autoriza oficialmente la exposición en nombre del gobierno.
Para la organización del evento, se pusieron en marcha diferentes organismos: un comité de iniciativa (realizará más de 100 reuniones en dos años), un comité asesor (para apoyar los trámites con los potenciales expositores), un sindicato de garantía (requerido por el concejo municipal), una comisión general encabezada por el excomisario general de las exposiciones de Arras y Tourcoing, y una secretaría general encabezada por un ingeniero de artes y manufacturas.
Se contactó con los habituales de las grandes exposiciones, países extranjeros, fabricantes, colonias, etc. Seis países estuvieron representados oficialmente: Italia, Argentina, Bélgica, Países Bajos, Australia y Nueva Zelanda.
Fue montada la infraestructura necesaria: carreteras, hoteles, suministro eléctrico, etc., sin olvidarse de la seguridad, dado que se tuvo muy presente el incendio que asoló la Exposición Universal de Bruselas de 1910.

### Desarrollo
Autorizada por el ministro de Industria y Comercio Jean Cruppi, la exposición fue inaugurada el domingo 30 de abril de 1911, tras haberse inaugurado el edificio del Ayuntamiento, por Alfred Massé, nuevo ministro de ramo. A continuación tuvieron lugar los numerosos discursos previos a la visita inaugural (hubo decenas de inauguraciones duración toda la exposición).
El acceso a la exposición se realizaba a través de una puerta monumental al final del Boulevard de París (ahora Boulevard De Gaulle). El Presidente de la República, Armand Fallières, recibido con gran pompa civil y militar, visitó la exposición el domingo 9 de julio de 1911, además de visitar también el Hospital de la Fraternidad, considerado una referencia en la época.
Con una duración hasta el 6 de noviembre, la exposición acogió según las fuentes a 3346, 3357 o casi 3500 expositores. Vinieron delegaciones de África, Nueva Zelanda, Australia, Argentina o Italia. Acudieron entre 800.000 y 1.700.000 visitantes, provienentes de toda Francia, pero también de la vecina Bélgica y Gran Bretaña.
Entre los varios pabellones, figuraban los de las colonias, los de nuevos oficios y técnicas, los de las naciones, así como el de la Cruz Roja.
Numerosas atracciones estaban destinadas a atraer y seducir a los visitantes: un restaurante francés, un pueblo flamenco, otro senegalés, un Luna Park (parque de atracciones), un casino, una exposición de arte moderno, un estadio, hasta un pequeño aeródromo construido en un terreno cercano.

### Balance
El 6 de noviembre de 1911 se cerró la exposición con un banquete de clausura. Durante el evento se habían celebrado decenas de conferencias: fabricantes textiles, cerveceros, esperantistas, etc. así como eventos deportivos, como el Gran Torneo Europeo de fútbol organizado por la UIAFA.
Esta exposición fue un éxito para el municipio de Roubaix. Sin embargo, fue criticada por centrarse sólo en los barrios acomodados de la ciudad, aumentando el déficit municipal y teniendo lugar en un contexto económico difícil por el aumento de la competencia textil. En un período marcado por la disminución del número de habitantes de la localidad, las tensiones sociales estallaron en agosto y septiembre de 1911. Esta exposición acentuó el sentimiento de desigualdad de las poblaciones trabajadoras y al año siguiente, Jean-Baptiste Lebas, de la SFIO, fue elegido alcalde de la ciudad contra el alcalde saliente Eugène Motte.
El informe general del secretario del comité de iniciativa de la exposición y ayudante del alcalde de Roubaix en el momento de la exposición, escrito en 1912, tiene dos volúmenes y 2000 páginas.
La exposición marca el apogeo del poder económico de Roubaix, que se arruinará por completo unos años más tarde debido a la Primera Guerra Mundial.